# 미나쿠치 유토
미나쿠치 유토(일본어: 水口 湧斗, 2000년 6월 16일~)는 일본의 축구 선수이다.

## 구단 경력
그는 2023년 J3리그의 SC 사가미하라에 입단했다. 2024년 8월 FC 오사카로 이적했다.